# Tetracheilostoma carlae
Espèce
Statut de conservation UICN

 CR B2ab(iii) : 
En danger critique
Synonymes
- Leptotyphlops carlae Hedges, 2008

Tetracheilostoma carlae ou serpent fil de la Barbade est une espèce de serpents de la famille des Leptotyphlopidae.

## Répartition
Cette espèce est endémique de la Barbade.

## Description
Tetracheilostoma carlae mesure de 8 à 10 centimètres de longueur ce qui en fait le plus petit serpent du monde. Il est aveugle.
Le serpent fil de la Barbade est très rarement observé, et il est particulièrement vulnérable car la femelle ne pond qu’un seul œuf à la fois,.

## Étymologie
Cette espèce est nommée en l'honneur de l'herpétologiste Carla Ann Hass.

## Publication originale
- Hedges, 2008 : At the lower size limit in snakes: two new species of threadsnakes (Squamata: Leptotyphlopidae: Leptotyphlops) from the Lesser Antilles. Zootaxa, n. 1841, p. 1–30 (texte intégral).